# Zürichhorn
Le Zürichhorn est un delta du lac de Zurich, situé dans le quartier de Seefeld de la ville de Zurich, en Suisse.

## Géographie
Le Zürichorn est formé principalement par le cours du Wehrenbach (de) et de son principal affluent, le Witikonerbach. À la fin de la glaciation de Würm, lorsque le glacier de la Linth se retira, le Wehrenbach stream s'infiltra dans la moraine et la dissolut pour former progressivement le delta.

## Histoire
C'est en 1238 qu'est mentionné pour la première fois le ruisseau Otinbach, dont le nom vient probablement du vieux haut-allemand « ôt » qui signifie héritage. Son nom évolua progressivement en Oetenbach et s'élargit pour définir non seulement le cours d'eau, mais également le monastère (Kloster Oetenbach) qui s'était établi sur ses rives ; l'environnement marécageux se révélant peu pratique, les sœurs dominicaines décidèrent de se déplacer entre 1280 et 1285 sur la colline du Lindenhof, à l'abri des fortifications de la ville.
Au XVIe siècle et XVIIe siècle, les riches habitants de la ville de Zurich font bâtir leurs résidences secondaires à l'extérieur des murs, au bord du lac, dans le quartier de Seefeld. Dans les années 1840, plusieurs entreprises de construction s'établissent à leur tour autour du Zürichhorn afin de permettre le déchargement aisé des matériaux transportés par le lac ; elles déménagèrent à la fin du XIXe siècle dans les quartiers industriels de l'ouest de la ville, profitant de la mise en service de la ligne de chemin de fer Rechtsufrige Zürichseebahn en 1894.
Entre 1879 et 1881, des travaux de canalisation sont réalisés sur le Wildbach afin d'éviter les fréquentes inondations dont était victime la commune de Riesbach (aujourd'hui intégrée dans le 8e arrondissement de la ville de Zurich). En 1887, les quais de la ville sont étendus jusqu'au Zürichhorn afin de promouvoir Geselligkeit, Erholung und Belustigung (« la socialisation, les distractions et les loisirs »). Un vaste jardin public y est alors construit par Otto Froebel et Évariste Mertens.
Pendant l'été 1910, l'entreprise Wagenfabrik C. & R. Geissberger procède à de premiers essais de vols d'« hydroplanes » depuis le Zürichhorn. Quelques années plus tard, les pilotes Oskar Bider et Fritz Rihner fondent la « Schweizerische Gesellschaft für Lufttourismus » (littéralement « société suisse de tourisme aérien ») à Zurich avec pour but d'offrir des vols touristiques en utilisant les nombreux lacs du pays comme aéroports bon marché. La mort accidentelle d'Oskar Binder empêchera la réalisation de ce projet, mais le Zürichhorn accueillera pendant quelques années les hydravions de la compagnie aérienne Ad Astra Aero.
En 1939, le delta accueille l'exposition nationale puis, en 1959, le premier salon national d'horticulture. Depuis 1989, chaque été, un cinéma en plein air est organisé au Zürichhorn.
L'ensemble formé par le delta et le quai est inscrit comme bien culturel d'importance nationale.

## Sources
- (en) Cet article est partiellement ou en totalité issu de l’article de Wikipédia en anglais intitulé « Zürichhorn » (voir la liste des auteurs).